# Homologação de sentença estrangeira
A homologação de sentença estrangeira é um procedimento judicial que tem o objetivo de dar executoriedade interna e externa a sentenças proferidas em outro país. 

## No Brasil
No Brasil, a competência para a homologação de sentença estrangeira é do Superior Tribunal de Justiça, art.475,N,VI CPC (e o art. 483 CPC. De acordo com o que estabelece o artigo 105, I, i, da Constituição Federal, com as modificações decorrentes da Emenda Constitucional nº 45, de 2004, passa-se a ser de competência do STJ. O artigo 15 da Lei de introdução ao Código Civil lista os requisitos necessários para que a sentença estrangeira seja homologada:
1. haver sido proferida por juiz competente;
2. terem sido as partes citadas ou haver-se legalmente verificada a revelia;
3. ter transitada em julgado e estar revestida das formalidades necessárias para a execução no lugar em que foi proferida;
4. estar traduzida por tradutor juramentado;
5. ter sido homologada pelo Superior Tribunal de Justiça.

O artigo 15, parágrafo único, da Lei de Introdução as Normas do Direito Brasileiro, foi expressamente revogado pela Lei 12.036/2009. Seu antigo conteúdo mencionava que "não dependem de homologação as sentenças meramente declaratórias do estado das pessoas".

## Fundamentos
Há teorias que explicam, ou tentam explicar os argumentos e regimes pelos quais passam as "sentenças" a serem homologadas:

### Sistema da revisão do mérito da sentença
Julga-se novamente a causa que inspirou a "sentença" como se essa não existisse, ensejando até nova produção de provas, re-analisando as preexistentes, somente após a decisão estrangeira poderá ou não ser ratificada.
Esse método é mais complexo, moroso, todavia torna o direito estrangeiro aplicado no exterior mais justo frente a jurisdição interna do país homologador; criando, inclusive, jurisprudência para resolução novas demandas relativas a tais Estados.

### Sistema parcial de revisão do mérito
Sistema imposto com o fim de analisar a aplicação da lei do país em que irá ser executada a sentença. Ainda nesse sistema o que se busca distinguir se há a possibilidade de aplicação da lei embasadora da sentença estrangeira no Estado em cujo território a sentença estrangeira irá produzir efeitos.

### Sistema de reciprocidade diplomática
Utilizam-se os tratados como base. Não havendo tratado entre os Estados, sequer será possível a homologação.

### Sistema de reciprocidade de fato
Nesse sistema, a homologação só é possível se ambos os Estados envolvidos na relação protegerem os mesmos institutos; e.g., o casamento entre indivíduos do mesmo sexo é admitido na Holanda. Na hipótese de um casal de holandeses passar a residir em Portugal, e querer legalizar, neste país, sua união, será necessário que a autoridade lusitana competente homologue o ato judicial proferido pelo Poder Público holandês. Para tanto, seria necessário que o ordenamento jurídico português previsse o referido instituto jurídico.

## Processo da delibação[1]
Neste sistema, não é sequer aferido o mérito da sentença. Examinam-se, singularmente, as formalidades da sentença a luz de princípios fundamentais para se considerar justo um processo, tais como: respeito ao contraditório e a ampla defesa, legalidade dos atos processuais, respeito aos direitos fundamentais humanos, adequação aos bons costumes. Foi sempre consagrado pela Itália e é adotado pelo Brasil. 
Delibar significa saborear, passar com os lábios, ou seja, o STJ somente observa os requisitos formais do processo e não se aprofunda ao mérito.
Resumo: STJ não vai julgar o caso, o STJ vai analisar as formalidades.

## Cumprimento
O STJ vai homologar, mas a Justiça Federal é quem irá cumprir a sentença.
O direito estrangeiro é aplicado de maneira direta e indireta. Conforme Art. 965 do CPC/15.
CPC - Art. 965. O cumprimento de decisão estrangeira far-se-á perante o juízo federal competente, a requerimento da parte, conforme as normas estabelecidas para o cumprimento de decisão nacional.

Parágrafo único. O pedido de execução deverá ser instruído com cópia autenticada da decisão homologatória ou do exequatur, conforme o caso.

## Aplicação do Direito estrangeiro

### Direta
1. 1. O processo a ser observado é sempre o da lex fori, ou seja, as regras processuais da lei nacional.
  2. Quanto as provas, os tribunais brasileiros não aceitam prova que sua lei desconheça.
  3. O processo tem a devida tramitação perante o juiz do foro.
  4. A primeira tarefa do juiz é identificar o elemento de conexão. Conhecido este saberá, conseqüentemente, qual a lei a ser aplicada ao caso sob exame, ou seja, se a nacional ou a estrangeira.
  5. Em se tratando de lei estrangeira, passará à qualificação.
  6. Distinguida a instituição estrangeira e, em havendo identidade desta com uma do nosso sistema jurídico, o juiz investiga o conflito da lei com a ordem pública.
  7. O trabalho subseqüente é interpretação que deve estar dentro dos critérios previstos pelo direito pátrio.
  8. Se conflitando com a ordem pública, não há mais o que fazer, a lei estrangeira não será adaptada.
  9. Não sendo a instituição, cuja aplicação é prevista, conhecida, só restará ao juiz, através do mérito comparativo, buscar uma outra do direito interno semelhante.

### Indireta
1. 1. Nesta, a sentença é proferida por juiz estrangeiro.
  2. Apenas a execução será no país homologador, ou seja, seus efeitos agirão no Estado homologador.
  3. Somente após ser homologada pelo referido país mediante seu organismo competente para tal (no Brasil o STJ), será executada a sentença nos termos previstos.

## Documentos estrangeiros
Embora as sentenças estrangeiras possam ser homologadas, seus demais atos produzidos não o são, e mais, precisam também passar pelo crivo da pessoa competente no direito interno do país a que se destinam os efeitos do ato ou demais decisões (oitiva de testemunhas, depoimentos pessoais, extradição...), ou seja, qualquer ato de jurisdição externa para ter efeito no Brasil é feito através de carta rogatória.
No Brasil a carta rogatória para ser cumprida tem de receber o exequatur do superior Tribunal de Justiça, recebendo-o a carta será cumprida no juízo federal de primeira instância.

## Sentenças passíveis de homologação
Embora a lei brasileira fale em sentença, a leitura já está superada, visto que é homologável, para exemplificar, acórdão, sentença de natureza cível, comercial, criminal, trabalhista...; decretos de reis, prefeitos, parlamento, assim como resoluções em processos arbitrais contanto que estejam revestidos das formalidades legais para que surtam efeito em seu país de origem.